# 国鉄3070形蒸気機関車
3070形は、かつて日本国有鉄道およびその前身である鉄道院・鉄道省に在籍したタンク式蒸気機関車である。

## 概要
元は、汽車製造が足尾鉄道向けとして1911年（明治44年）に4両（製造番号76 - 79）、1913年（大正2年）製に2両（製造番号117, 118）を製造した、車軸配置2-6-2（1C1）で2気筒単式の37 t級飽和式機関車である。足尾鉄道では、最初の4両の完成が遅れたため急遽鉄道院に払下げを願い出て機関車1両を確保し1としたため、当形式の車番は2 - 7となった。
足尾鉄道は1913年（大正2年）に鉄道院に貸し渡され、1と6, 7に国有鉄道の形式番号が与えられた。1は1295形（1295）、6, 7は3070形（3070, 3071）と改番された。1918年（大正7年）には足尾鉄道が正式に国有化され、2 - 5も国有鉄道籍に編入された。その際、2 - 5は6, 7と煙管の直径と数に違いがあったため、いったん3035形（3035 - 3038）としたが、3ヶ月後に修正して全車を3070形に編入し、3072 - 3075とした。
本形式は私鉄時代国鉄時代を通じて桐生に配置され、曲線の多い足尾線用として使用されたが、1934年（昭和9年）2月よりC12形が使用されることになり、小山に転じて入換用に使用された。太平洋戦争末期には、3073は新鶴見から武蔵五日市に、3075は白河から田端に、残りの4両は浜川崎に、浜川崎配置のうち3072は、さらに大井工場へ転じた。日本国有鉄道発足後は少数形式淘汰の方針により、1950年（昭和25年）に全車が廃車された。
このうち、3072は1951年（昭和26年）に東北パルプへ、3073は1950年（昭和25年）に日鉄鉱業羽鶴鉱業所へ譲渡されている。また、3075も常総筑波鉄道に譲渡されたことになっているが、こちらは3015に振り替えられている。
このタイプの機関車は、1905年（明治38年）製の台湾総督府鉄道50形に始まったもので、原設計は3200形にあるとみられる。

## 主要諸元
- 全長 : 9,623 mm
- 全高 : 3,658 mm
- 全幅 : 2,477 mm
- 軌間 : 1,067 mm
- 車軸配置 : 2-6-2 (1C1)
- 動輪直径 : 1,220 mm
- 弁装置 : スチーブンソン式アメリカ型
- シリンダー（直径×行程） : 381 mm×559 mm
- ボイラー圧力 : 11.0 kg/cm2
- 火格子面積 : 1.49 m2
- 全伝熱面積 : 71.0 m2 / 74.8m2
  - 煙管蒸発伝熱面積 : 63.0 m2 / 67.2 m2
  - 火室蒸発伝熱面積 : 7.7 m2
- ボイラー水容量 : 2.9 m3
- 小煙管（直径×長サ×数） : 51 mm×2,896 mm×137本 / 45 mm×2,896 mm×166本
- 機関車運転整備重量 : 37.62 t
- 機関車動輪上重量（運転整備時） : 28.47 t
- 機関車動輪軸重（第2・3動輪上） : 9.66 t
- 水タンク容量 : 4.5 m3
- 燃料積載量 : 1.44 t
- 機関車性能
  - シリンダ引張力 : 6,220 kg
  - ブレーキ装置 : 手ブレーキ、真空ブレーキ